# A Perfect Ending
A Perfect Ending é um filme de temática LGBT escrito e realizado por Nicole Conn.

## Sinopse
O que começa como uma comédia de horrores, acaba numa rara jornada erótica. Rebecca (Barbara Niven) tem um segredo muito incomum, um que nem mesmo os seus melhores amigos conhecem. A última pessoa na Terra que ela esperava revelá-lo era a uma escolta de alto preço, Paris (Jessica Clark).

## Elenco
- Barbara Niven - Rebecca
- Jessica Clark - Paris
- John Heard - Mason Westridge
- Morgan Fairchild - Valentina
- Kerry Knuppe - Jessica Westridge
- Imelda Corcoran - Kelly
- Mary Wells - Shirin
- Rebecca Staab - Sylvie